# Бошняци
Бошняците или босненците са южнославянски народ от северозападната част на Балканския полуостров, която в Босна и Херцеговина съставлява 51% от населението според преброяването от 2013 г.
В държавната Федерация Босна и Херцеговина бошняците са една от двете общности (бошняци и хървати), които съставляват около 72,9% (2002) от населението.
Днес преобладаващата част от бошняците изповядва ислямската религия, възприета в резултат на ислямизацията на Средновековна Босна (виж Босненска църква). В езиковедски план езикът, на който говорят, представлява единно цяло с хърватския и сръбския език, като често се определя като продукт на политическа глототомия. Във Федерация Босна и Херцеговина езикът на бошняците е конституиран като босненски, докато в Република Сръбска, Сърбия, Черна гора и в Хърватия за обозначение на този език се използва терминът бошняшки. Бошняците наброяват около 4 000 000 души, от които в Босна и Херцеговина 1 900 000 (2013), в Турция около 40 000, а в областта Санджак, известна и като Рашка (между Черна Гора и Сърбия) 150 000 души. След разпада на Югославия и се наблюдава консолидация на бошняшката нация, към която се причисляват някои от гораните в Косово и торбешите в Северна Македония.

## Етноним
Според Оксфордския речник, първата употреба на термина бошняк в английския език е от английския дипломат и историк Пол Райко през 1680 г. В славянските езици -ak е често срещана надставка, добавена към думите за създаване на съществително име от мъжки род. Най-ранното свидетелство за босненския етноним се появява с историческия термин бошнянин, който обозначава хората от средновековното босненско кралство.

## История
Бошняците подобно на помаците говорят на славянски език, но спазват ислямските канони. До утвърждаването на Босна като държава (първоначално Босненска бановина, а по-късно Босненско кралство) се стигнало едва в средата на Средновековието и особено при сръбската държава на Неманичите (1123 – 1394) и продължението ѝ в остатъците от държавата на Лазаревич, на Бранковичите и на деспотите от Южна Унгария. Още около 1138 г. унгарският крал Бела II се провъзгласил за крал на „Рама“ (Rex Romae), което е унгарското наименование на Босна, с което Босна попаднала под унгарски сюзеренитет. Това станало преди да бъде засвидетелстван първият бан на Босна в историческите документи (това се извършило чак през 1154 г. при заемането на длъжността от бан Борич като наместник на унгарския крал).
Названието „бошняк“ се споменава едва през 14 век. През 12 век, като използва затрудненията на Византия както и политиката на Сърбия и Хърватия, съсредоточени в собствените си вътрешнодържавнически проблеми, Босна се отделя като самостоятелна държава на Балканите със собствен владетел бан Кулин (1180 – 1204). За бан Кулин се знае, че е осъден от Рим, защото е защитавал босненските еретици. Несъмнен факт е, че босненската религиозна организация е уникална на Балканите за Средновековието – ту надделявали патарените, ту католицизмът, ту надмощие имало православното влияние. Но в крайна сметка религиозната организация в Босна останала несвързана с нито един от двата християнски центъра. Това спомогнало по-късно за преминаването им към исляма.
Населението на Босна приело исляма сравнително рано (15 – 16 век). В Босна постепенно се установили братствата на мевлевии, накшибендии, халвентии и др., които привлекли богомилските селски общности към исляма. Това доказват и обнародваните оригинални османски обширни тефтери от М. Окич, с които частично били определени областите с патаренско (богомилско) население в Босна и степента на тяхната ислямизация. Това станало благодарение на специалната регистрация на богомилите, според която те били записвани като християни за разлика от останалите местни жители, записани като гербан или кяфир (неверник).
От 15 до края на 18 век тези области вече били ислямизирани. Новата религия приемали най-вече тези, които са били принудени със сила да приемат католицизма и православието. Освен това католическата църква водела ожесточена борба срещу тези учения. Тя разрешавала еретиците да бъдат продавани като роби, с което към средата на 15 век се отворили вратите за масова търговия на босненски патарени.
През 1580 г. е образуван Босненският еялет, в състава на който влизали не само днешните територии на Босна и Херцеговина, но и някои области от Хърватско (днес вече Хърватия) и Далмация.
Масова изселническа вълна последвала окупацията на Босна от Австро-Унгария след Берлинския конгрес и особено след анексията през 1908 г. От тези земи заедно с турците се изселили много бошняци. Сега в Турция има както много бошняци, така и много изселници помаци.